# Todo lo que tú quieras decir
Todo lo que tú quieras decir  es el cuarto disco de estudio de Julio Andrade lanzado con Discos Independientes S.A. en Perú; en dicho álbum destacan temas como «Cada mañanita», «Mi Cuchi Cuchi Bum Bum», « Y Dale "U" », etc.

## Lista de temas
| N.º | Título                         | Duración |  |
| 1.  | «Cada mañanita»                |          |  |
| 2.  | «Mi Cuchi Cuchi Bum Bum»       |          |  |
| 3.  | «Todo lo que tú quieras decir» |          |  |
| 4.  | «Amor de repente»              |          |  |
| 5.  | «¿Qué será?»                   |          |  |
| 6.  | «Cuéntamelo»                   |          |  |
| 7.  | «No puedo vivr sin ti»         |          |  |
| 8.  | «La noche de la araña»         |          |  |
| 9.  | «María»                        |          |  |
| 10. | «Por amor»                     |          |  |
| 11. | «Y dale U»                     |          |  |